# أحداث 2012 في مصر
أحداث 2012 في مصر هي تلك الوقائع التي شهدتها مصر وسجلت في تاريخها لعام 2012 م. فقد كان ذكرى الثورة المصرية والعديد من ثورات الربيع العربي. كانت السنة حافلة بالأحداث وأبرزها الذكرى السنوية لثورة 25 يناير، وانتهاء حكم المجلس العسكري والفترة الانتقالية، وانتخابات الرئاسة المصرية 2012 والتي انتهت بفوز محمد مرسي رئيساً شرعياً للبلاد لأول مرة بعد ثورة 25 يناير. ينتهي هام 2011 بمظاهرات للمطالبة بأخذ حقوق شهداء الثورة والمرحلة الأولى والثانية من الانتخابات البرلمانية المصرية لعام 2012.
يبدأ عام 2012 باحتفالات رأس السنة بميدان التحرير والمرحلة الثالثة من انتخابات مجلس الشعب المصري 2011-2012 ومن ثم ذكرى ثورة 25 يناير، والانتخابات الرئاسية المصرية ومن ثم احتفالات الإخوان المسلمون، وإقالة المشير، وحل البرلمان.
وقامت العديد من المظاهرات من أجل غلق المواقع الإباحية، وبعدها تم إقالة النائب العام؛ فالإعلان الدستوري وأحداث الاتحادية.
يمكن تقسيم أحداث 2012 سياسياً إلى فترتين: فترة المرحلة الانتقالية في ظل حكم المجلس الأعلى للقوات المسلحة، وفترة رئاسة الرئيس محمد مرسي.
بجانب تلك الأحداث توفى العديد من الأشخاص؛ حيث توفى البابا شنودة الثالث وتم تنصيب البابا تواضروس الثاني (بابا الإسكندرية) خلفاً له، وتوفى أيضاً إبراهيم الفقي، وعمر سليمان نائب الرئيس السابق محمد حسني مبارك، والموسيقار عمار الشريعي. وتم عرض العديد من الأفلام: تيتة رهيبة، وجدو حبيبي وعبده موتة. وتم عرض العديد من المسلسلات: فرقة ناجي عطا الله، والزوجة الرابعة وشربات لوز.

## فترة حكم المجلس العسكري

### أحداث يناير

#### ماقبل 25 يناير
- 1 يناير: يبدأ عام 2012 باستمرار المظاهرات بميدان التحرير، وفي نفس الوقت كانت هناك العديد من الدعوات للاحتفال برأس السنة بميدان التحرير على ضوء الشموع والترانيم القبطية [1] وأغاني الثورة وردد الكثيرون هتافات تنادي بسقوط حكم العسكر.[2]

- 2 يناير: نظم عدد من النشطاء مظاهرات أما مكتب النائب العام للمطالبة بإنهاء فترة حكم المجلس العسكرى، والاحتجاج على حملات غلق مكاتب منظمات المجتمع المدني، التي اعتبروها تصفية حسابات.[3]

- 3يناير: الجلسة الثالثة لمحاكمة مبارك وأعوانه وطالب فيها بعض المحامون الاستماع لشهادة المشير حسين طنطاوي.[4]

بدأ المرحلة الثالثة من انتخابات مجلس الشعب المصري 2011-2012 في المحافظات.
- 6 يناير:  ظهور نتائج المرحلة الثالثة من انتخابات مجلس الشعب؛ حيث حصل فيها التيار الإسلامي علي معظم المقاعد؛ فقد حصل حزب الحرية والعدالة على 26 مقعداً، وحصل حزب النور على 8 مقاعد، بينما حصل المستقلون على 7 مقاعد، وحصل كل من الوفد والبناء والتنمية على مقعد.[6]

- 7 يناير:وفاة الأديب المصري إبراهيم أصلان صاحب رواية مالك الحزين (رواية) عن عمر يناهز ال 77 عاماً.[7]

- 10 يناير: التقى المشير حسين طنطاوي رئيس المجلس الأعلى للقوات المسلحة، جيمى كارتر رئيس الولايات المتحدة الأمريكية والذي يرأس منظمة كارتر لمراقبة الانتخابات، والتي والتي حصلت على تصاريح من اللجنة العليا للانتخابات لمراقبة الانتخابات المصرية.[8]

- 12 يناير: أصدر المشير طنطاوي القائد العام للقوات المسلحة قراراً 25 يناير «ثورة 25 يناير» وجعله عيداً رسمياً كل عام.[9]

- 15 يناير: مسيرة نسائية بالأكفان تتجه من عمر مكرم لماسبيرو للمطالبة بتطهير الإعلام.[10]
- اندلاع أزمة البنزين والسولار بكل المحافظات مما أدى إلي الازدحام الشديد.[11][12]

- 20 يناير: تظاهر الآلاف في مليونية «حلم الشهيد» وأعلن المتظاهرون اعتصامهم حتي ذكرى ثورة 25 يناير، وطالب المعتصمون بتسليم البلاد إلي سلطة مدنية تُسمى «مجلس شورة ثورة» بقيادة أحمد حرارة.[13]

- 21 يناير: أعلنت اللجنة العليا للانتخابات عن نتيجة انتخابات مجلس الشعب 2011-2012 والتي كانت كالأتي: حصل حزب الحرية والعدالة على 235 مقعداً، منها 127 عن القوائم، و108 عن الفردى، مما يعنى حصوله على نحو 47% من جُملة مقاعد البرلمان، وتلاه حزب النور السلفى الذي حصد 121 مقعداً، منها 96 عن القوائم و25 عن الفردى، بنسبة 24% من جُملة المقاعد. وحصل حزب الوفد على 39 مقعداً، منها 36 عن القوائم و3 عن الفردى، وحقق ائتلاف الكتلة المصرية 35 مقعداً منها 33 عن القوائم واثنان عن الفردى، وحصل حزب الوسط على 10 مقاعد، وحزب الثورة مستمرة ب7 مقاعد.[14][15]

- 23 يناير: أولى جلسات مجلس الشعب حيث أداء اليمين الدستورية، وتفاقم أزمة إضافة بعض العبارات إلي اليمين الدستوري حيث أضاف تابعي حزب النور عبارة «بما لا يخالف شرع الله» إلي اليمين الدستوري، وأضاف الأحزاب المستقلة عبارة «احترام شهداء ثورة 25 يناير».[16] وحصد الدكتور محمد سعد الكتاتني على 399 صوتاً عند ترشحه لمنصب رئيس المجلس وفاز بالمنصب.[17]

في نفس الوقت حيث تنعقد الجلسة الأولى لمجلس الشعب، انطلقت مظاهرات كبيرة أمام مجلس الشغب تطالب بأخذ حق الشهداء ورحيل المجلس العسكري وتسليم السلطة إلى حكومة مدنية.

#### ما بعد 25 يناير
أقام الأخوان منصة أمام مبنى المجمع وانطلقت الأناشيد والأغاني الوطنية احتفالاً بفوزهم في البرلمان ورددوا هتافات لنجاح الثورة. وفي نفس الوقت انطلقت المظاهرات من أمام منصة الثوار مُطالبين برحيل المجلس العسكري وأخذ حقوق الشهداء وطالبوا بالقصاص.
- 27 يناير:خروج العديد من المظاهرات يوم الجمعة 27 يناير في جمعة «العزة والكرامة» للمطالبة برحيل العسكري وطالبوا كافة بتشكيل لجنة من كافة التيارات لوضع الدستور وإلغاء المحاكمات العسكرية وتطهير وزارتى الداخلية والإعلام.[21] وتحول هتاف الشعب من هتافات مناهضة لسياسات المجلس العسكري وبات الهتاف ضد الإخوان.[22]

ارتفع مؤشر البورصة بنسبة 7 % طوال شهر يناير بسبب ذكرى ثورة 25 يناير وإعلان المجلس العسكري وفق العمل بقانون الطوارئ.
- 28 يناير: في ذكري جمعة الغضب 28 يناير 2011 انطلقت العديد من المسيرات والمظاهرات رافعين صور الشهداء مُطالبين بالقصاص بهم[25] وفوق كوبرى قصر النيل، احتشد الآلاف لأداء صلاتى العصر والغائب على أرواح الشهداء. وقال الشيخ هشام الخطيب:«إن المجلس العسكرى سرق الثورة، وإن الإخوان حصدت نتائجها». وردد المتظاهرون عهد الوفاء للثورة والشهداء. ونظم المئات منهم مسيرة إلى ماسبيرو رددوا خلالها هتافات ضد المجلس العسكرى، وطالبوا بتشكيل محكمة ثورية لمحاكمة قتلة الثوار.[26]

- 30 يناير: اقتحام والسطو على بنك إتش إس بي سي بالقاهرة الجديدة وسرقة مليوني جنيه.[27]

### 1 فبراير: أحداث بورسعيد

أحداث بورسعيد، 1 فبراير 2012

أحداث ستاد بورسعيد  هي أحداث دموية حدثت عقب مباراة كرة قدم بإستاد بورسعيد بين الفريقين: المصري البورسعيدي والأهلي ضمن منافسات الأسبوع ال 17 بالدوري الممتاز؛ حيث بدأت المبارة باقتحام الجماهير ونزولهم الملعب وقت الإحماء قبل المباراة. وتكرر المشهد حيث اقتحم الحماهير المباراة بعد هدف التعادل الذي أحرزه النادي المصري. وانتهت المباراة باقتحام جماهير النادي المصري لمدرجات النادي الأهلي بالأسلحة البيضاء.
وبدأت الإشتبكات حيث كانت حصيلتها نحو 77 شهيد وأكثر من 300 مصاب. وبعد ساعات من الاشتباكات عاد فريق النادي الأهلي وبعض من الجماهير بواسطة طائرتين عسكريتين أرسلهما المشير طنطاوي لنقل اللعيبن والجماهير.
ونتيجة لهذه الأحداث أعلن اتحاد الكرة وقف الدوري لأجل غير مسمى.

وصرح رئيس المجلس العسكري المشير محمد حسين طنطاوي قائلاً: 
حيث وعد بملاحقة المتسببين في أحداث الشغب التي وقعت في مدينة بورسعيد، بينما اتهمت جماعة الإخوان المسلمين «فلول» نظام الرئيس المصري المخلوع حسني مبارك بتدبيرها، وعدتها تخريبا متعمداً للبلاد في ذكرى الثورة.
عقب الأحداث خرجت مظاهرات منددة بأحداث القتل التي تعرض لها شباب بدون سبب. اجتاحت المظاهرات العديد من المحافظات.
أعربت المنظمة المصرية لحقوق الإنسان عن أسفها الشديد على أحداث بورسعيد، وأعلنت ان الأحداث كانت جريمة مُكتملة الأركان استهدفت في المقام الأول التراس اهلاوي المشهود له بمواقفه الثورية ومساندت الثوار في العديد من الأحداث مثل 25 يناير وموقعة الجمل. وفي نفس الوقت توعد ألتراس أهلاوي المجلس العسكري بالانتقام للشهداء.
- ردود أفعال دولية: قدم الرئيس الروسي دميتري ميدفيديف تعازيه لمصر حكومة وشعبا بعد أحداث الشغب ببورسعيد، كما أرسل الاتحاد الروسي لكرة القدم وكذلك نائب رئيس الفيفا الأسبق فياتشسلاف كولوسوف تعازيهما لأهالي الضحايا.[36]

أرسل الاتحاد الدولي لكرة القدم خطاب عزاء لاتحاد الكرة المصري شاطره فيه الأحزان على ضحايا الأحداث وأعلن خلاله تأييده التام للاتحاد المصري للعبة واستعداده لتقديم يد العون والدعم متى طلب الطرف المصري.

### الانتخابات الرئاسية

#### المرشحين الرئاسيين
- 14 أبريل: استبعاد خيرت الشاطر وإستبعاد حازم صلاح أبو إسماعيل من سباق الرئاسة.

## الأعمال الفنية

### أفلام
| - المصلحة - جيم أوفر - بابا - جدو حبيبي | - 30 فبراير - الآنسة مامي - عبده موتة - الألماني | - تيتة رهيبة - مستر أند مسز عويس - غش الزوجية - بنات العم | - جوة اللعبة - على واحدة ونص - مهمة في فيلم قديم - برتيتا |

### مسلسلات
| - فرقة ناجي عطا الله - باب الخلق - الخواجة عبد القادر - شربات لوز - عرفة البحر - طرف ثالث | - قضية معالي الوزيرة - الأخوة أعداء - سيدنا السيد - سلسال الدم - ميراث الريح - الهروب | - خطوط حمراء - أخت تريز - سر علني - الزوجة الرابعة - رقم مجهول - كيد النسا 2 |

## وفيات

سهير الباروني (1937-2012)

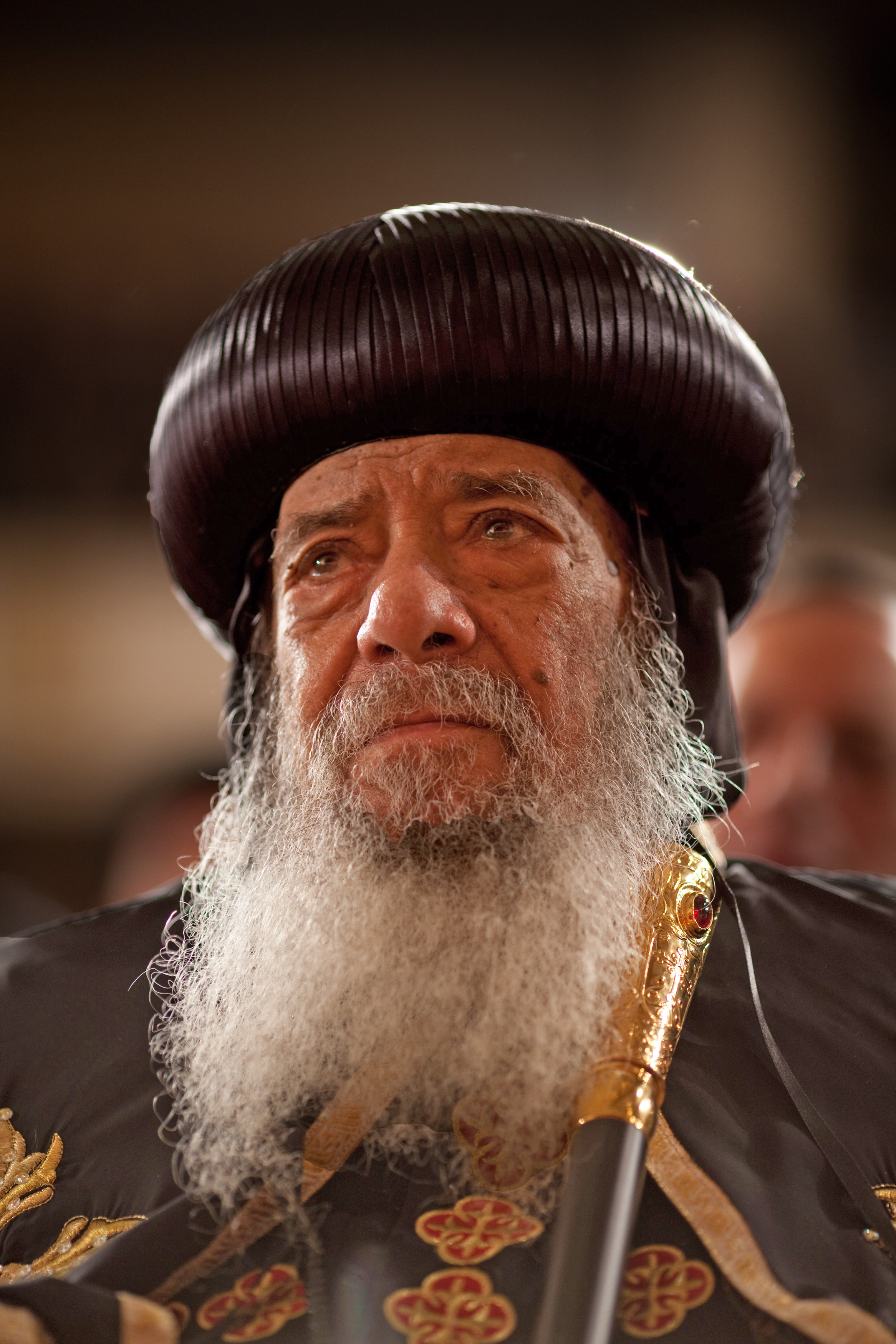
البابا شنودة الثالث (1923-2012)

عمار الشريعي (1948-2012

| الشهر  | التاريخ | الوفية               | العمر | المهنة                                    |
| ------ | ------- | -------------------- | ----- | ----------------------------------------- |
| يناير  | 7       | إبراهيم أصلان        | 76    | روائي                                     |
| يناير  | 17      | أحمد حميده           | 63    | كاتب                                      |
| يناير  | 31      | سهير الباروني        | 74    | ممثلة                                     |
| فبراير | 10      | إبراهيم الفقي        | 61    | خبير تنمية بشرية                          |
| فبراير | 12      | جلال عامر            |       | كاتب صحفي                                 |
| فبراير | 15      | حاتم ذو الفقار       | 60    | ممثل                                      |
| فبراير | 27      | ثروت عكاشة           | 91    | كاتب وسياسي وعسكري .                      |
| مارس   | 17      | البابا شنودة الثالث  | 88    | بابا وبطريرك الكنيسة القبطية الأرثوذكسية. |
| مارس   | 31      | سيد عبد الكريم       | 75    | ممثل                                      |
| أبريل  | 9       | فؤاد خليل            | 72    | ممثل                                      |
| مايو   | 9       | زكريا محيي الدين     | 93    | عسكري وسياسي                              |
| يونيو  | 14      | فريال صالح           | 71    | مذيعة                                     |
| يونيو  | 24      | يوسف داود            | 74    | ممثل                                      |
| يوليو  | 11      | سلامة أحمد سلامة     | 80    | صحفي                                      |
| يوليو  | 14      | محمد البساطي         | 75    | أديب                                      |
| يوليو  | 19      | عمر سليمان           | 76    | نائب رئيس الجمهورية                       |
| يوليو  | 28      | حلمي سالم            | 56    | شاعر                                      |
| أغسطس  | 5       | محمد نوح             | 75    | مغني وملحن                                |
| سبتمبر | 3       | محمود الجوهري        | 74    | لاعب ومدرب كرة قدم                        |
| سبتمبر | 13      | إسماعيل عبد الحافظ   | 71    | مخرج                                      |
| سبتمبر | 28      | أحمد رمزي            | 82    | ممثل                                      |
| أكتوبر | 19      | هناء عبد الفتاح      | 71    | ممثل ومخرج مصري                           |
| نوفمبر | 9       | جابر قميحة           | 78    | شاعر وأديب                                |
| نوفمبر | 14      | سمير حسني            | 64    | ممثل                                      |
| نوفمبر | 26      | ميلاد حنا            | 88    | مهندس ومفكر سياسي                         |
| ديسمبر | 7       | عمار الشريعي         | 64    | موسيقار                                   |
| ديسمبر | 20      | محي الدين عبد المحسن | 72    | ممثل                                      |
| ديسمبر | 22      | منصور حسن            | 75    | سياسي                                     |